# ولاد بوراييس (أولاد موسى)
ولاد بوراييس هو دُوَّار يقع بجماعة دار العسلوجي، إقليم سيدي قاسم، جهة الرباط سلا القنيطرة في المملكة المغربية. ينتمي الدوّار لمشيخة أولاد موسى التي تضم 18 دوار. يقدر عدد سكانه بـ 628 نسمة حسب الإحصاء الرسمي للسكان والسكنى لسنة 2004.

## روابط خارجية
- البوابة الوطنية للجماعات الترابية
- المندوبية السامية للتخطيط